# Sayn-Wittgenstein
Sayn-Wittgenstein var det fælles navn for en række små tyske stater i Det tysk-romerske Rige, fortrinsvis i Sauerland i grænseområdet mellem Hessen, Nordrhein-Westfalen og Rheinland-Pfalz. Statsoverhovederne var fyrstelige grever (rigsgrever). Omkring år 1800 blev et par af rigsgrevskaberne ophøjede til fyrstedømmer. I 1806 nedlagde Napoleon 1. de små wittgensteinske stater. Overhovederne for de tidligere regerende familier bevarede dog deres titler i adskillige generationer. Således var Prins Richards far Gustav Albrecht 5. (1907-1944) titulær fyrste zu Sayn-Wittgenstein-Berleburg. 
Prins Richards søster Tatiana (tidligere titulær landgrevinde af Hessen-Kassel) er et fremtrædende nuværende medlem af slægten Berleburg. 

## Rigsgrevskaber før år 1800
- Sayn-Wittgenstein-Berleburg
- Sayn-Wittgenstein-Hohenstein
- Sayn-Wittgenstein-Sayn
- Sayn-Wittgenstein-Ludwigsburg
- Sayn-Wittgenstein-Karlsburg
- Sayn-Wittgenstein-Vallendar
- Sayn
- Sponheim-Sayn
- Sayn-Homburg
- Sayn-Altenkirchen
- Sayn-Wittgenstein-Hachenburg

## Regerende grever af Sayn-Wittgenstein (1354 – 1607)
- Engelbert I. Greve von Sayn-Homburg
- Salentin Greve von Sayn-Wittgenstein (1354 – 1384)
- Johann (1384 – 1427)
- Georg (1427 – 1469)
- Eberhard (1469 – 1494)
- Wilhelm I. (1494 – 1568)
- Ludwig I. (1568 – 1607)

## Regerede grever af Sayn-Wittgenstein-Berleburg (1607 – 1792)
- Georg (1607 – 1631)
- Ludwig Casimir (1631 – 1643)
- Georg Wilhelm (1643 – 1684)
- Ludwig Franz (1684 – 1694)
- Casimir (1694 – 1741)
- Ludwig Ferdinand (1741 – 1773)
- Christian Heinrich (1773 – 1792)

## Regerende fyrster af Sayn-Wittgenstein-Berleburg (1792 – 1806)
- Christian Henrich (1792 – 1800)
- Albert (1800 – 1806)

## Stater nedlagt i 1806
- Fystedømmet Sayn-Wittgenstein-Berleburg
- Fyrstedømmet Sayn-Wittgenstein-Hohenstein
- Rigsgrevskabet Sayn-Wittgenstein-Karlsburg
- RigsgrevskabetSayn-Wittgenstein-Ludwigsburg